# Wodnicha złocista

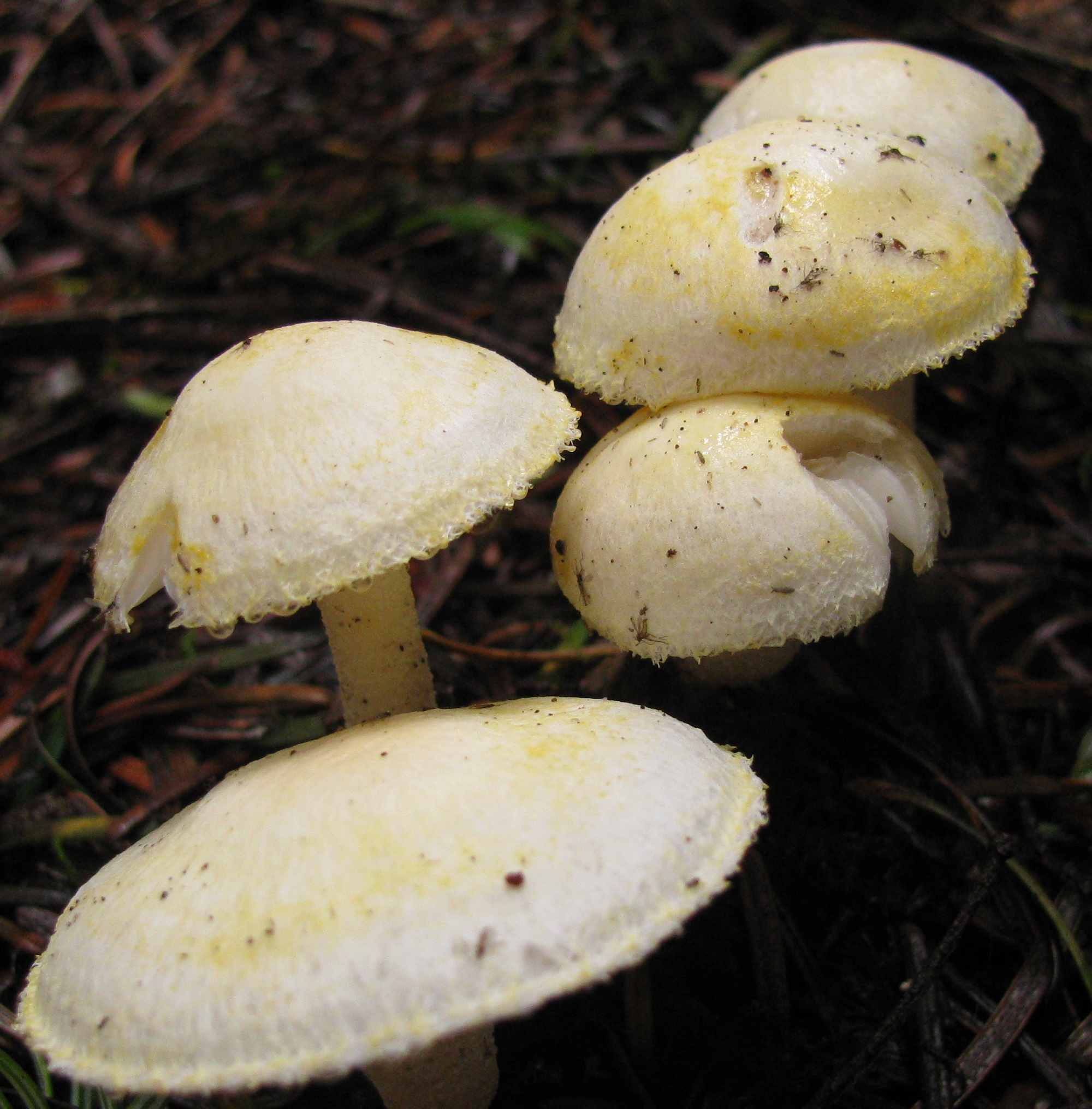

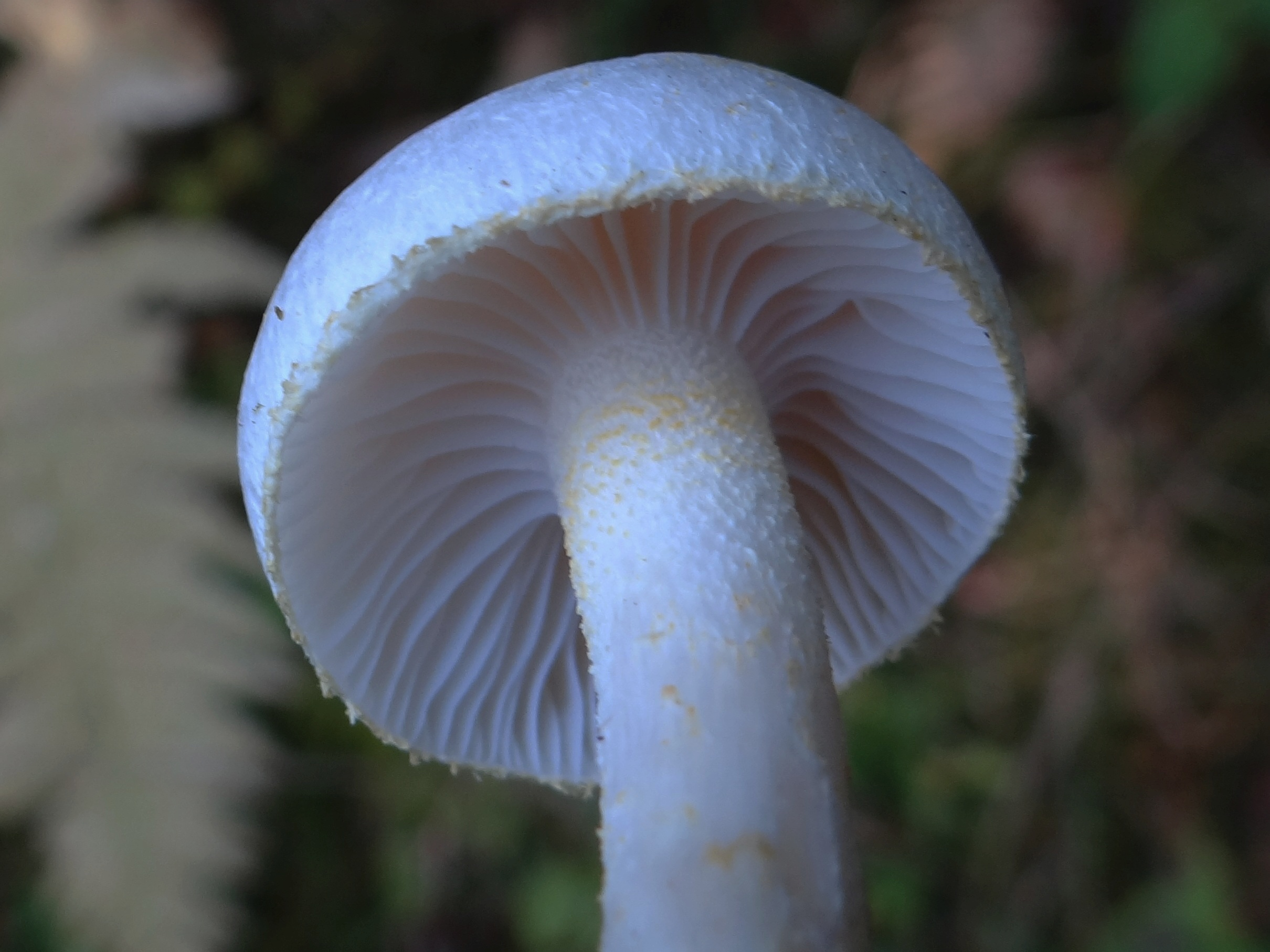

Wodnicha złocista (Hygrophorus chrysodon  (Batsch) Fr.) – gatunek grzybów z rodziny wodnichowatych (Hygrophoraceae).

## Systematyka i nazewnictwo
Takson ten oficjalnie po raz pierwszy zdiagnozował w 1789 r. Batsch nadając mu nazwę Agaricus chrysodon. Obecną, uznaną przez Index Fungorum nazwę nadał mu w 1838 r. Elias Fries. 
Niektóre synonimy naukowe:
- Agaricus chrysodon Batsch 1789)
- Agaricus chrysodon Batsch 1789, var. chrysodon
- Agaricus chrysodon var. leucodon Alb. & Schwein. 1805
- Hygrophorus chrysodon (Batsch) Fr. 1838, var. chrysodon
- Hygrophorus chrysodon var. cistophilus Pérez-De-Greg., Roqué & Macau 2009
- Hygrophorus chrysodon var. leucodon Alb. & Schwein. 1805
- Limacium chrysodon (Batsch) P. Kumm. 1871

Nazwę polską podali Barbara Gumińska i Władysław Wojewoda w 1968 r. 

## Morfologia
Kapelusz
Średnica 3–6 cm, za młodu półkulisty, później łukowaty, a u starszych okazów płaski, czasami zapadnięty lub z tępym garbem. Brzeg cienki, długo podwinięty, kosmkowaty, a czasami ząbkowany. Powierzchnia śluzowata, szczególnie u młodych okazów, u starszych wysychająca. Jest biała, kremowa lub złotożółta i znajdują się na niej pozostałości osłony w postaci bardzo delikatnych żółtych łuseczek lub gruzełków. Szczególnie dobrze widoczne są na brzegu kapelusza. Skórka po potarciu oraz w reakcji z KOH żółknie.
Blaszki
Dość rzadkie, grube, przyrośnięte i łukowato nieco zbiegające na trzon. Oprócz blaszek kompletnych występują międzyblaszki. U młodych owocników są białe, u starszych kremowe lub żółtawe. Na ostrzach występują czasami żółte kosmki.
Trzon
Wysokość 4–8 cm, grubość 0,8–1,5 cm, walcowaty i zwężony dołem, początkowo pełny, potem pusty. Powierzchnia biała, filcowata, lepka i mazista. Na górnej części występują złoto-żółte gruzełki lub kosmki.
Miąższ
Soczysty, miękki, nie zmieniający barwy po naciśnięciu. Jest biały, tylko pod skórka kapelusza nieco żółtawy. Smak łagodny, zapach słaby, grzybowy, nieco przypominający zapach gorzkich migdałów.
Cechy mikroskopowe
Wysyp zarodników biały. Zarodniki długo elipsoidalne, gładkie, nieamyloidalne i bezbarwne w KOH. Mają rozmiar 7–10 × 3,5–4,5 μm. Podstawki 4-zarodnikowe. W hymenium brak cystyd. Strzępki w tramie rozbieżne. 

## Występowanie i siedlisko
Opisano występowanie wodnichy złocistej w Ameryce Północnej, Europie i Korei. W piśmiennictwie naukowym do 2003 r. wymieniono około 10 jej stanowisk, ale częstość występowania i rozprzestrzenienie na terenie kraju nie są znane. Według niektórych internetowych atlasów grzybów jest dość częsta.
Pojawia się od września do listopada. Rośnie na ziemi w lasach liściastych, mieszanych i iglastych, szczególnie pod bukami i świerkami.

## Znaczenie
Grzyb mikoryzowy. Jest grzybem jadalnym.

## Gatunki podobne
Charakterystycznymi cechami wodnichy złocistej są woskowobiała barwa, zbiegające blaszki i delikatne żółte kosmki i grudki na kapeluszu i trzonie. U starszych okazów jednak (lub po obfitym deszczu) żółte elementy mogą zanikać. Pewnym sposobem rozpoznania pozostaje reakcja z KOH, pod wpływem którego skórka barwi się na żółto.